# Antigua cárcel de Segovia
La antigua cárcel de Segovia o antigua prisión provincial de Segovia, conocida oficialmente como Centro Penitenciario de Cumplimiento de Segovia, fue un presidio de la ciudad española de Segovia, activo entre los años 1924 y 2000. 
Desde 2011, es un centro artístico y cultural conocido como La Cárcel Segovia Centro de Creación, donde se realizan exposiciones, presentaciones de libros, obras de teatro, etc. Entre las muestras, destaca el programa de intervenciones artísticas en las antiguas celdas, denominado Galerías.

## Historia
A finales del siglo XIX, la Cárcel Real, ubicada en la Calle de Juan Bravo, en la que habían estado presos, entre otros, Lope de Vega y El Tuerto de Pirón, presentaba un deteriorado aspecto, teniendo además el inconveniente de no contar con medidas de seguridad adecuadas para evitar las fugas. El Ayuntamiento de Segovia encomendó el proyecto de construcción de un nuevo centro en el año 1889 al arquitecto Joaquín de Odriozola. 
Las obras de construcción comenzaron en octubre de 1891, prolongándose más de veinte años, en un proceso lento y lleno de modificaciones. Finalmente, el 30 de junio de 1914, el arquitecto municipal Benito de Castro firmó el acta de recepción de las obras.
El edificio fue inaugurado en 1924 como Reformatorio de Mujeres. 
En 1933 pasó a convertirse en Hospital Asilo Penitenciario, destinado a presos ancianos y tuberculosos. Esta función duró hasta el final de la Guerra Civil, cuando el edificio se vio abarrotado de presos políticos. El Hospital Asilo Penitenciario tenía una capacidad para 200 enfermos y contaba con una enfermería, una sala de operaciones y una capilla. Entre los presos que estuvieron internados en el Hospital Asilo Penitenciario se encuentra el socialista Pablo de Andrés Cobos, que permaneció desde 1937 a 1939.
En la primera etapa de la dictadura de Francisco Franco, el edificio fue utilizado para encarcelar a presos políticos. 
Entre 1946 y 1956, funcionó únicamente como Prisión Central de Mujeres, donde se estima que pasaron 500 mujeres republicanas represaliadas por el Franquismo. Estas mujeres convirtieron esta prisión en un centro de formación política y cultural clandestino, y llegaron a declarar una huelga de hambre en febrero de 1949 en solidaridad con Mercedes Gómez Otero, quien fue castigada con aislamiento tras denunciar las deplorables condiciones en la prisión durante una visita de una abogada chilena. Entre las presas políticas que estuvieron en la cárcel de Segovia se encuentran Vicenta Camacho, Tomasa Cuevas, Palmira San Juan, Soledad Real López, Manolita del Arco, Josefina Amalia Villa, Juana Doña, Mercedes Gómez Otero y María Salvo, entre otras.
Hasta el retorno de la democracia, albergó a militantes antifranquistas de organizaciones políticas y sindicales. El 5 de abril de 1976 tuvo lugar la fuga de Segovia, que consistió en la excavación de un túnel en la Primera Galería que conectaba con los desagües y, seguidamente, con el cauce del río Clamores para salir a una zona industrial, donde les esperaba un comando exterior. La fuga acabó con el arresto de 24 presos de los 29 fugados, pertenecientes a ETA y a organizaciones nacionalistas catalanas. De los 29 presos fugados, solo cuatro lograron llegar a Francia: Bittor Arana, Bixente Serrano Izko, Iñaki Peru Orbeta Berriatua y Mikel Laskurain. Los demás fueron detenidos o se entregaron a las autoridades, excepto Oriol Solé Sugranyes, que murió en un enfrentamiento con la Guardia Civil en Burguete (Navarra).
En 1978 hubo un motín en la cárcel, y en mayo del año siguiente fue descubierto un nuevo intento de fuga. El Gobierno Civil remitió al Ayuntamiento de Segovia una carta, en febrero de 1981, planteando ya la posible salida de la cárcel del casco urbano de la ciudad, con la intención de que se localizase un lugar adecuado en las inmediaciones de la capital. 
A partir del año 2000 comenzó su transformación y dejó de ser un centro penitenciario para convertirse, tras varias reformas y un proyecto de rehabilitación, en un espacio multidisciplinar de creación en 2011.
También ha servido de plató de rodajes de series como Cuéntame cómo pasó o La embajada; de largometrajes como Las 13 rosas, Torrente 4 o El hombre de las mil caras; y de documentales, cortos, anuncios publicitarios o videoclips.